# Никогда мы не будем братьями
Никогда мы не будем братьями

ни по родине, ни по матери.

Духа нет у вас быть свободными —

нам не стать с вами даже сводными.
«Никогда мы не будем братьями» (укр. Ніколи ми не будемо братами) — стихотворение украинской поэтессы Анастасии Дмитрук, написанное в марте 2014 года во время аннексии Крыма Россией. По словам автора, это стихотворение, обращённое к России, — «о той самой братской любви, которую никто не видел, но все о ней говорят».
В основе стихотворения — «воспевание идеи борьбы…, пафос борьбы и героизация революционной романтики в противовес раболепию русского народа».
Литовские музыканты написали и исполнили песню на слова стихотворения, автор музыки — солист Клайпедского музыкального театра Виргис Пупшис, в числе исполнителей — певец Яронимас Милюс.

## Популярность и оценки

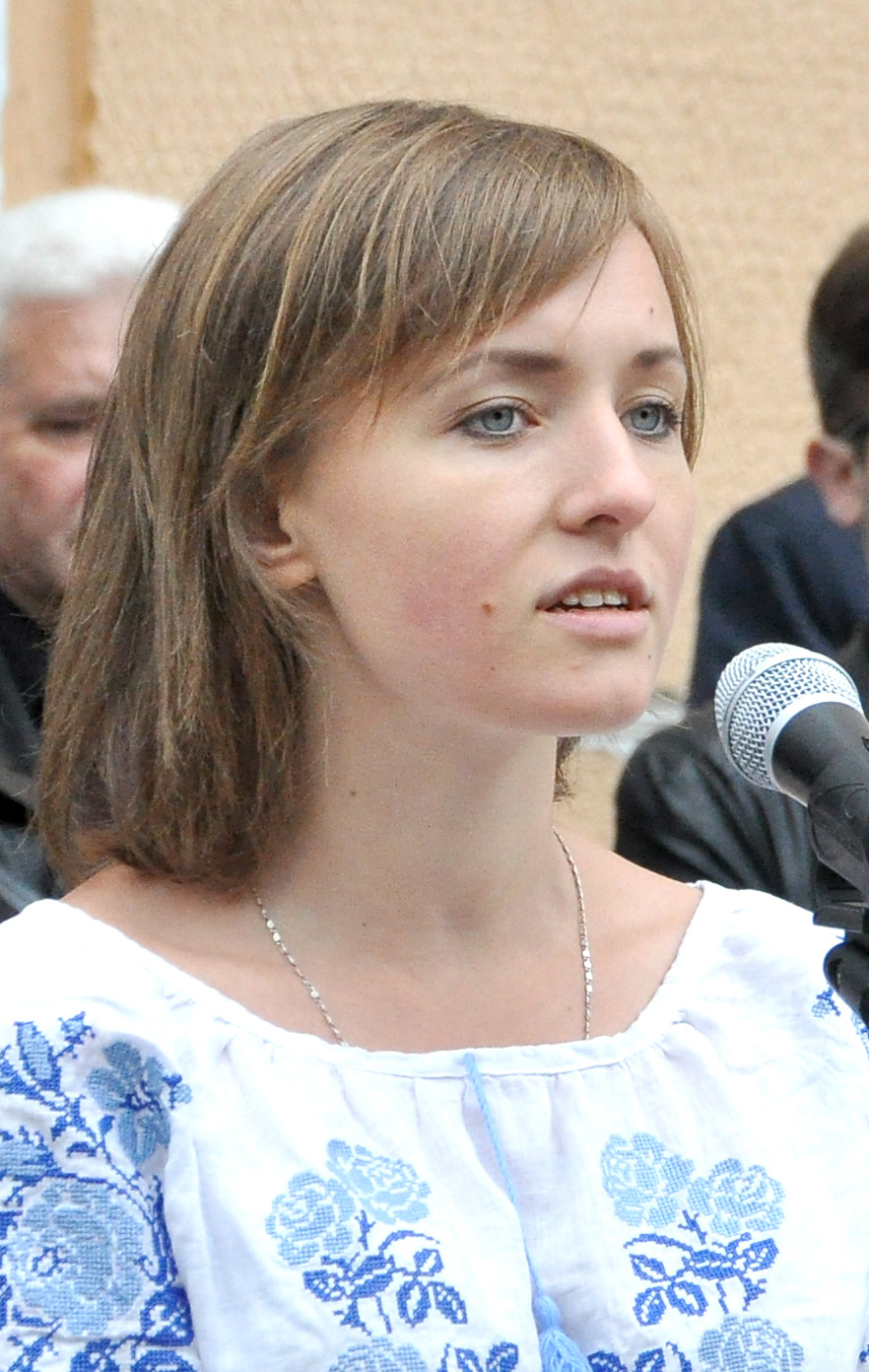
Анастасия Дмитрук. 2015

На Украине аудитория встретила стихотворение преимущественно с одобрением, а в России — с неприятием. В российском и украинском сегментах интернета начали появляться «ответы» и аналогичные произведения в форме стихов и песен на тему отношений между двумя народами. Так, в марте-апреле 2014 года в интернете появилось более ста видео, в названии которых упоминались Дмитрук или её стихотворение. Сама поэтесса отмечала, что на Украине стихотворение многим не понравилось, это «в основном люди с Востока».
В ответных стихах оппоненты выражали несогласие с тезисом Дмитрук о «завершении эры братских отношений». Часть авторов из Крыма и Донбасса соглашались с мнением, что «мы всегда с вами будем братьями, и по Родине, и по матери», однако другие, напротив, говорили — «никогда вы не были братьями». В ряде ответных видео для критики Дмитрук использовалось само её стихотворение. Например, в одном из материалов песня литовцев сопровождалась специально подобранным видеорядом с противопоставлением: на Украине — «анархия», «фашизм»; в России — «порядок», «величие» и т. п.
В целом в комментариях к видеороликам тема «разъединения» народов обсуждалась в свете нескольких аспектов: «взаимных обвинений в фашизме; полярных интерпретаций ценностей свободы, демократии и украинской государственности; негативных оценок культуры и истории украинского народа, „имперских“ амбиций России; внешнеполитических ориентиров Украины; переоценки истории Киевской Руси, Великой Отечественной войны, СССР». Обсуждения, в которых активно участвовали интернет-тролли, сопровождались оскорблениями с навешиванием ярлыков на украинцев и россиян.
Историк Дмитрий Лабаури считает стихотворение символом «переломного периода, когда исторические пути и судьбы двух наших народов разошлись окончательно».
По оценке профессора Лондонской школы экономики и политических наук Владислава Зубока, стихотворение «Никогда мы не будем братьями» является выражением национального самосознания человека, формировавшегося исключительно в условиях самостоятельной Украины, чей небольшой личный политический опыт не уходит в прошлое далее «оранжевой революции»:

«Анастасия не помнит Советского Союза, она родилась в январе 1991 года в городе Нежине Черниговской области. Она ничего не говорит об исторических корнях от Хмельницкого и Мазепы до Скоропадского и Петлюры. Её даже не интересует Бандера. Она отталкивается от собственного короткого личного политического опыта, который явно начался во время Оранжевой революции и продолжился под влиянием Евромайдана. Её размежевание Украины с Россией целиком обращено в будущее („не будем!“), а не в тёмное прошлое. Остается лишь гадать, у кого Анастасия хотела бы быть „младшей“?».